# Keith Cronin
Pour les articles homonymes, voir Cronin.
Keith Cronin, né le 18 juillet 1986, est un pilote de rallye irlandais.

## Biographie
Il commence sa carrière en rallyes en 2006, et remporte le championnat britannique dès sa première apparition trois ans plus tard.
Il participe aussi à trois épreuves d'Intercontinental Rally Challenge (Écosse (3e en 2010, abandon en 2009), et République tchèque (4e en 2010), les trois fois sur Proton Satria Neo S2000, du team officiel Proton Motorsport), et -jusqu'à présent- à une épreuve du WRC: le rallye du Portugal (31e).
En 2012, il vient également en France pour y disputer trois épreuves du Trophée Citroën (aux rallye Région Limousin-Lac de Vassivière, rallye National Terre de Lozère - Sud de France, et rallye du Var).

## Palmarès (au 30/11/2013)

### Titres
- Triple Champion d'Angleterre des rallyes (BRC): 2009 (copilote Greg Shinnors, sur Mitsubishi Lancer Evo IX R4, véhicule privé), 2010 (copilote Barry McNulty, sur Subaru Impreza STi N15), et 2012 (copilote Marshall Clarke, sur Citroen DS3 R3T, du team Autosport Technology);
  - 3e du championnat mondial WRC-3, sur Citroën DS3 R3T (copilote M.Clarke);

### 8 victoires en BRC
- Rallye du Nord du Pays de Galles: 2009 et 2010;
- Rallye Pirelli: 2009 et 2012;
- Rallye du Yorkshire: 2009;
- Rallye de l'île de Man: 2010;
- Rallye Jim Clark Memorial: 2010;
- Rallye d'Ulster: 2012;

### 2 victoires en Irlande
- Rallye Raven's Rock: 2009 (championnat);
- Rallye Galway: 2013 (tarmac).